# Paranormal Xperience 3D
Pour plus de détails, voir Fiche technique et Distribution.
Xp3D ou Paranormal Xperience 3D est un film d'horreur espagnol réalisé par Sergi Vizcaíno, sorti en 2011. 
Il a été scénarisé par Dani Padró, produit par Mercedes Gamero, Raquel Carreras, Joaquín Padro et Mar Targarona, interprété par Amaia Salamanca, Maxi Iglesias, Luis Fernández, Oscar Sinela, Úrsula Corberó et Alba Ribas. L'histoire se passe à Susurro en Catalogne (Espagne). Le film a été tourné en Catalogne (Espagne) en langue espagnole. C'est le premier film d'horreur espagnol tourné en cinéma en relief.

## Synopsis
Après la guerre civile d’Espagne, à « Susurro » (« Murmure »), une ville minière, le Docteur Mataragas a fait des expériences moches en étudiant des phénomènes paranormaux du subconscient humain sur 20 personnes qui en sont mortes, et qui l’ont l’entrainé dans leur mort. Depuis le fantôme du Docteur Mataragas erre dans la ville abandonnée. 
Pour avoir de meilleures notes en psychiatrie, Angela, Carlos, son petit ami, Belén, Toni et Jose, cinq jeunes étudiants font volontairement une expérience de M. Fuentes, leur professeur de psychiatrie. Ils sont ligotés sur une chaise. Fuentes saigne l’un d’eux pour leur démontre qu’il va dépasser les limites. Angela, sceptique sur l'existence du paranormal dans le monde, veut prouver à Fuentes, qui est en mesure de prouver quoi que ce soit. 
Angela ne croit pas en l'existence de monde paranormal, elle croit ce n'est pas plus qu'un jeu de l'imagination, de l’autosuggestion. 
Pour obtenir une hypothétique chance de valider leur examen final, Fuentes l’envoie enquêter sur des phénomènes paranormaux et l'existence de l'au-delà dans la mine abandonné. Diana, la jeune sœur d'Angela avec qui elle se détestent depuis un drame survenu dans leur enfance, les accompagne en leur prêtant sa camionnette. 
Les six étudiants arrivent dans le réseau de grottes de l'ancienne mine de sel et malgré eux, réveillent Docteur Mataragas un serial-killer méchant et pas beau. Les teenagers, l'un après l'autre trouvent toujours un excuse idiote pour se séparer du groupe et ainsi à mourir bêtement un par un dans les griffes de cet étrange assassin : une séquence d'hypnose puis des meurtres à coups de pic dans l’œil, dans la bouche et partout où ça fait mal. Mataragas esquinte une des étudiantes avec les bris de vitre d'une portière du van.

## Fiche technique
- Titre original (espagnol) : XP3D (Xperience Paranormal 3D)
- Titre international : Px3D (Paranormal Xperience 3D)
- Titre français : Xp3D
- Scénario : Dani Padró
- Musique : Marc Vaíllo
- Photographie : Sergi Bartrolí
- Durée : 86 minutes
- Pays : 
  -  Italie (Paranormal Xperience 3D) : 9 décembre 2011
  -  Espagne (Xperience Paranormal 3D) : 28 décembre 2011
  -  France (Paranormal Xperience 3D) : 2011
  -  Allemagne (Paranormal Experience 3D) : 17 mai 2013
  -  Royaume-Uni (Paranormal Xperience 3D) : 24 février 2014

## Distribution
- Amaia Salamanca : Angela.
- Miriam Planas : Angela enfant.
- Maxi Iglesias : José Aguas.
- Luis Fernández "Perla" (es) : Carlos, petit ami d'Angela.
- Úrsula Corberó : Belén.
- Alba Ribas : Diana, petite sœur d'Angela.
- Aina Planas : Diana enfant.
- Oscar Sinela : Toni.
- Manuel de Blas : Docteur Mataragas.
- Eduard Farelo (es) : Le pretre.
- Miguel Ángel Jenner (es) : Professeur Fuentes.
- Rose Skerpac : Anciana.
- Dani Padró : Camarero.

## Lieux de tournage
Le film a été tourné à Barcelone et notamment à Caldes de Montbui et Cardona (Catalogne, Espagne). 